# Neda (La Corunya)
Neda és un municipi de la província de la Corunya a Galícia. Pertany a la Comarca de Ferrol. Limita al nord amb Narón, al sud amb Fene i A Capela i a l'est amb San Sadurniño.
| 4.753 | 6.565 | 9.172 | 6.935 | 5.804 |
| Fonts: INE i IGE (Els criteris de registre censal variaren i les dades de l'INE i de l'IGE poden no coincidir.) |       |       |       |       |

## Geografia i situació
Neda és un municipi proper al litoral de la ria de Ferrol i limita amb els municipis de Narón, Fene, A Capela i San Sadurniño. La principal via de comunicació és la N-VI, a la seva variant de Betanzos a Ferrol. La línia de ferrocarril de Ferrol a Monforte de Lemos. El terme municipal ocupa la vall formada pel riu Belelle. Als 23,7 quilòmetres quadrats del terme hi viuen 6.687 habitants dels quals 1.664 viuen al nucli urbà de Neda. Xubia és una altra important concentració de població. Al terme també hi ha cascades espectaculars com la de la Fervenza. Fa uns quants anys no era rar veure llúdrigues al riu Belelle però ara han desaparegut. El municipi posseeix un entorn natural ideal per gaudir durant el temps lliure. A prop de la ria, es poden practicar esports aquàtics i fer excursions amb vaixell.

## Monuments
A Neda encara es pot gaudir d'alguns exemples d'arquitectura popular. De particular interès és el molí de vent Cruz do Pouso. Els monuments més interessants dins del terme municipal de Neda són: 
- El Dolmen da Rabadeña.
- Castro de Ancos, un castell damunt d'un mont de 262 msnm on en dies clars es pot arribar a veure la ria de Ferrol i La Corunya.
- Castro de Viladonelle, un petit castell molt mal conservat.
- Església de Sant Nicolau, construïda al segle xiv.
- Capella de la Verge de Dolors, construïda al segle xvi i està molt relacionada amb el Camí de Sant Jaume.
- Capella d'Ànimes, va ser construïda l'any 1648.
- Capella de Santa Maria, datada del segle xvii.
- Capella de l'Esperit Sant, construïda l'any 1500.
- Capella de la Mercè, construïda al segle xviii.
- Església dels Remeis d'Anca.
- Restes de l'antic hospital de l'Esperit Sant, que acollia a peregrins que es dirigien pel Camí Anglès a Compostel·la.
- Antics molins de Belelle.
- La fàbrica de Jubia.

## Turisme rural
Les zones rurals de Neda són:
- Mont d'Ancos, on es pot gaudir de l'aire lliure. Hi ha una magnífica vista de la ria des del mirador.
- Riu Belelle, famós per la pesca de la truita. Destacar la cascada d'A Fervenza i la central elèctrica.
- Mont Marraxón, a l'alt d'aquest turó, es divideixen les ries de Ferrol, Sada, Ares i La Corunya.
- Riu Xubia, també s'hi practica la pesca i es conserven alguns molins antics a les ribes.
- Mont d'A Louseira, és el més elevat del municipi, amb 465 metres.
- Cobeluda, on hi ha una àrea recreativa, on se celebra la Festa del Riu i un festival de Rock i Folk.
- Camí Anglès, que travessa el municipi.

## Parròquies
- Anca (San Pedro)
- Neda (San Nicolás)
- Santa María de Neda (Santa María)
- Viladonelle (Santo André)